# دانالوي بزرغ
دانالوي بزرغ هي قرية في مقاطعة ماكو، إيران. يقدر عدد سكانها بـ 429 نسمة بحسب إحصاء 2016.